# Argel Fuchs
Argélico „Argel“ Fuchs, auch bekannt als Argel Fucks (* 4. September 1974 in Santa Rosa, Brasilien) ist ein ehemaliger brasilianischer Fußballspieler und heutiger Fußballtrainer.

## Karriere

### Karriere als Fußballspieler
Argel begann seine Karriere 1992 beim brasilianischen Verein SC Internacional, für den er drei Saisons aktiv war. Für den Verein machte er 42 Spiele und erzielte dabei drei Tore. Von 1996 bis 1997 war er beim japanischen Verein Tokyo Verdy für 32 Spiele aktiv. 1997 unterschrieb Argel einen Vertrag beim Verein FC Santos und nahm an 21 Spielen teil, in denen er zwei Tore erzielte. Im Jahr 1999 stand er für fünf Spiele (ein Tor) beim FC Porto unter Vertrag. 2000 wechselte er zur SE Palmeiras, für die er in 40 Spielen vier Tore erzielte. Seine erfolgreichste Saison hatte er in den Jahren 2001 bis 2004 beim portugiesischen Verein Benfica Lissabon, für den er in 79 Spielen sieben Treffer markierte. Für jeweils zwei Spiele war er 2005 beim spanischen Verein Racing Santander und dem brasilianischen Verein Cruzeiro EC aktiv. Im Jahr 2006 stand er zehnmal mit Canoas SC auf dem Spielfeld. Sein letztes Jahr als aktiver Fußballspieler verbrachte er beim chinesischen Verein Hangzhou Nabel Greentown; für den Verein stand er 22-mal auf dem Platz und erzielte sein erstes Tor seit 2004. Am Ende der Saison (2007) beendete er seine Karriere.
1993 war Argel bei der brasilianischen U-20-Nationalmannschaft und nahm an zwei Spielen teil, ein Tor konnte er nicht erzielen. Zwei Jahre später, am 25. März 1995, spielte er ein Spiel mit der Brasilianischen Fußballnationalmannschaft.

### Karriere als Fußballtrainer
Nach seiner aktiven Zeit als Fußballspieler wurde Argel 2008 Trainer des brasilianischen Vereins SER Caxias do Sul, dem er bis 2009 treu blieb. In den darauffolgenden Jahren war er jeweils kurzzeitig Trainer verschiedener brasilianischer Vereine; 2015 bis Anfang 2016 trainierte er den SC Internacional. Nach seiner Entlassung dort ging Argel zum Figueirense FC. Hier war er bis zum 21. Spieltag der Série A tätig und wurde dann wegen Misserfolgs entlassen. Auch in seiner weiteren Laufbahn währten seine Engagements selten länger als ein Jahr.

#### 2018–19: Criciúma EC und Coritiba FBC
Er begann das Jahr beim Criciúma EC im südbrasilianischen Staat Santa Catarina, wo er Anfang Mai, nachdem er die ersten fünf Spieltage der Série B verloren hatte, seiner Pflichten entledigt wurde. Am Ende überlebte Criciúma die Saison als 14. und Argel Fucks ab September beim Ligakonkurrenten Coritiba FC, der die Saison als Zehnter abschloss. Bei Coritiba wurde er entsorgt, nachdem er im Februar 2019 in der ersten Runde der Copa do Brasil 2019 gegen den unterklassigen Verein UR Trabalhadores aus Minas Gerais ausschied.

#### 2019: CSA und Ceará: Trainerkarussell im Série A-Abstiegskampf
Am 1. Juli 2019 wurde er beim Erstligaaufsteiger CS Alagoano aus dem nordostbrasilianischen Maceió, damals 19. in der nationalen Meisterschaft Nachfolger von Marcelo Cabo. Ende November hatte sich CSA, nach dem 35. von 38 Spieltagen, auf den 18. Platz verbessert. Selbst nach einem 1:0 gegen Abstiegskonkurrenten Cruzeiro EC in Belo Horizonte, nach dem Spiel 17., waren die Aussichten auf Klassenerhalt auf theoretisch reduziert. Nach dem Spiel reichte er seinen Abschied ein und wurde beim CSA durch seinen Assistenten Jacozinho ersetzt und heuerte unmittelbar darauf anschließend beim 16. Ceará SC an, wo er Adílson Batista ablöste, der wiederum den renommierten Abel Braga bei Cruzeiro ablöste.
Mit Ceará gelangen ihm zwei Unentschieden und eine Niederlage, was insgesamt zum Klassenerhalt reichte. Zu Staatsmeisterschaft 2020 verstärkte sich der Verein. Das Management befand, dass die Mannschaft schlecht spielte. Wenngleich sie ohne Niederlage war, wurde Argel Fucks im Februar 2020 entlassen.
Ende August 2020 kam er als Trainer zu CSA zurück. Der Klub hatte am sechsten Spieltag der Série B 2020 seinen Trainer Eduardo Baptista entlassen. Der Klub stand zu dem Zeitpunkt auf dem 16. Tabellenplatz. Bereits am neunten Spieltag erfolgte wieder seine Entlassung.
Am 1. April gab der Botafogo FC (SP) bekannt, Fucks zum zweiten Mal unter Vertrag genommen zu haben. Bei dem Klub blieb er bis September des Jahres, dann wechselte er nach Portugal in die dritte Liga zum FC Alverca. Der Kontrakt erhielt eine Laufzeit bis zum Ende der Saison 2021/22. Danach ging Fucks wieder in seine Heimat. Hier unterzeichnete er im März 2023 einen Vertrag bei Chapecoense. Nach knapp zwei Monaten wurde er wieder entlassen. Der Klub lag zu dem Zeitpunkt am neunten Spieltag der Série B 2023 auf dem 16. Platz.
Am 3. September übernahm Fuchs den Ligakonkurrenten ABC Natal, welcher nach dem 26. Spieltag auf dem letzten Platz lag.

## Erfolge

### Als Spieler
Internacional
- Staatsmeisterschaft von Rio Grande do Sul: 1992, 1994
- Copa do Brasil: 1992

Santos
- Copa Conmebol: 1998

Porto
- Primeira Liga: 1998/99
- Taça de Portugal: 1999/2000
- Supertaça Cândido de Oliveira: 2000

Palmeiras
- Torneio Rio-São Paulo: 2000
- Copa dos Campeões: 2000

Benfica
- Primeira Liga: 2004/05
- Taça de Portugal: 2003/04

### Als Trainer
Figueirense
- Staatsmeisterschaft von Santa Catarina: 2015

Internacional
- Recopa Gaúcha: 2016
- Staatsmeisterschaft von Rio Grande do Sul: 2016

Vitória
- Staatsmeisterschaft von Bahia: 2017